# Reprezentacja Stanów Zjednoczonych w piłce siatkowej kobiet

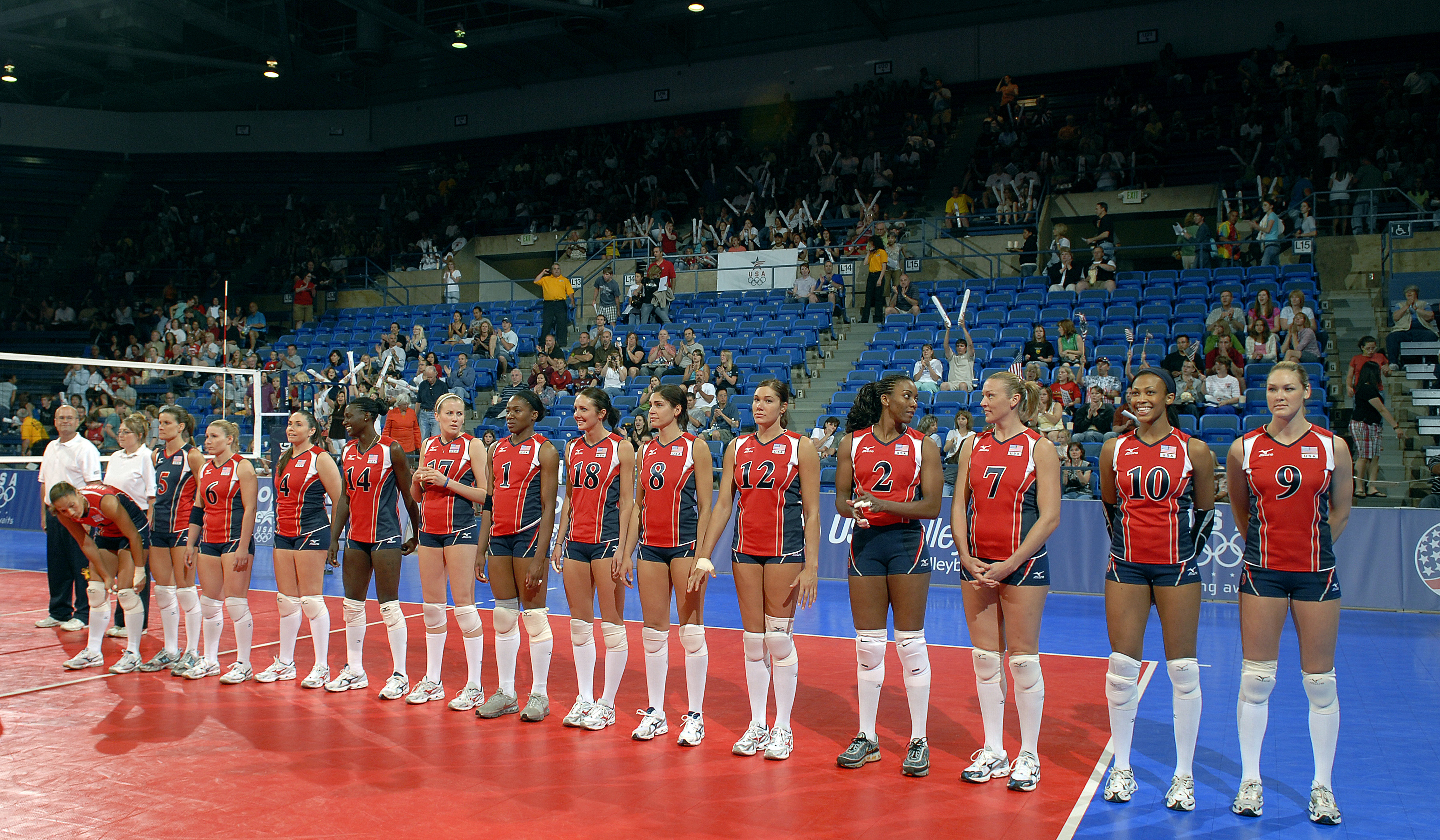
Reprezentacja Stanów Zjednoczonych w 2008 roku

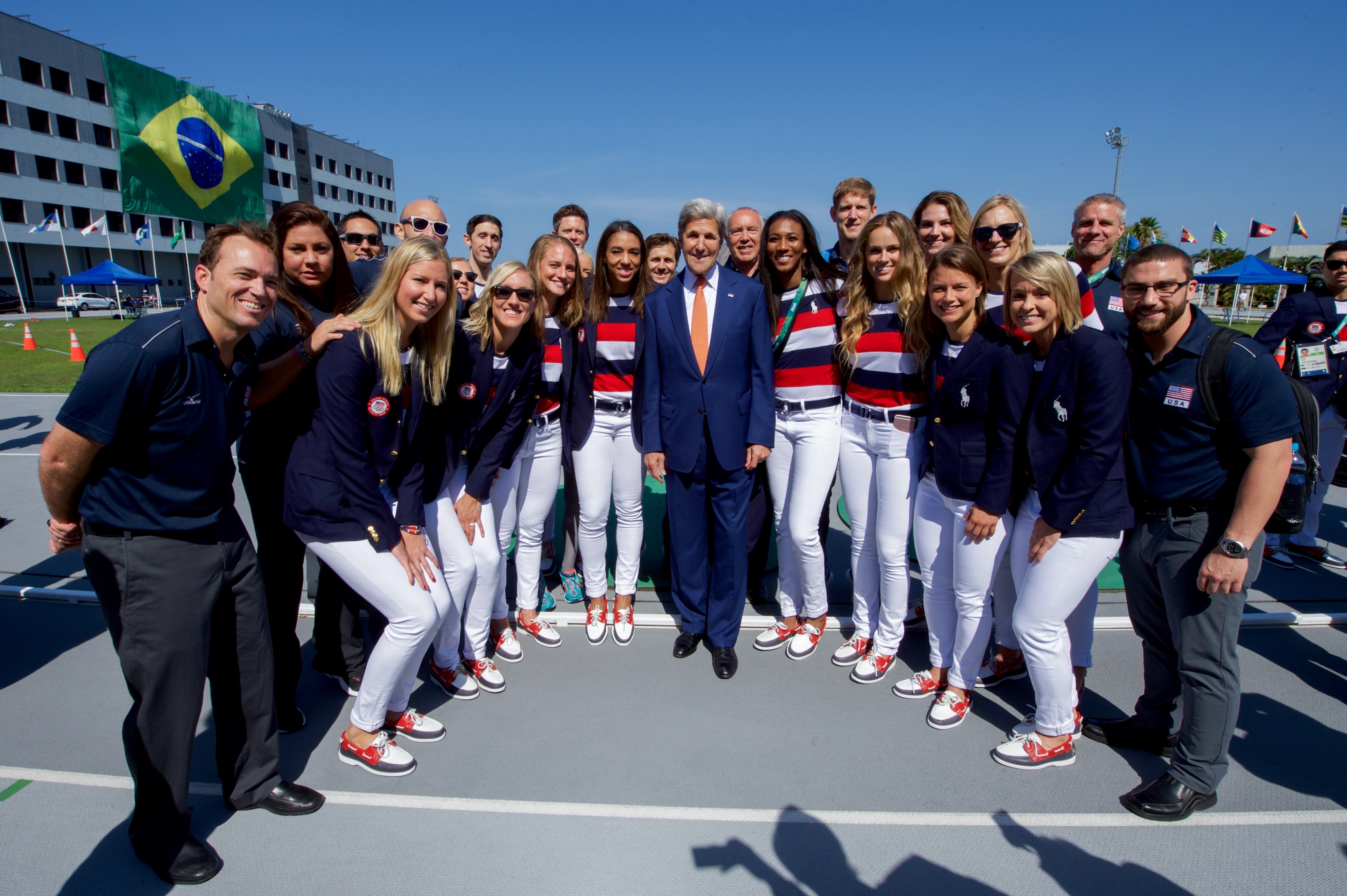
Reprezentantki Stanów Zjednoczonych na spotkaniu z Johnym Kerrym przed Igrzyskami Olimpijskimi 2016

Reprezentacja Stanów Zjednoczonych w piłce siatkowej kobiet – narodowa reprezentacja tego kraju, reprezentująca go na arenie międzynarodowej.

## Szeroki skład reprezentacji Stanów Zjednoczonych naLigę Narodów 2025[2]
Zawodniczki:
- 2. Jordyn Poulter
- 3. Avery Skinner
- 5. Alexandra Frantti
- 6. Morgan Hentz
- 7. Alexis Rodriguez
- 8. Brionne Butler
- 9. Madisen Skinner
- 10. Jenna Gray
- 11. Taylor Mims
- 13. Amber Igiede
- 14. Annamarie Dodson
- 15. Rachel Fairbanks
- 16. Dana Rettke
- 17. Zoe Fleck
- 18. Asjia O'Neal
- 19. Khalia Lanier
- 20. Danielle Cuttino
- 21. Veronica Jones-Perry
- 22. Sarah Franklin
- 23. Lauren Briseño
- 24. Olivia Babcock
- 25. Tia Jimerson
- 27. Ella Powell
- 28. Logan Lednicky
- 29. Molly McCage
- 30. McKenzie Adams
- 32. Saige Kaahaaina-Torres
- 33. Logan Eggleston
- 34. Stephanie Samedy
- 43. Serena Gray

## Trenerzy
| Lata      | Imię i nazwisko |
| --------- | --------------- |
| 1985-1996 | Terry Liskevych |
| 1997-2000 | Mick Haley      |
| 2001-2004 | Toshi Yoshida   |
| 2005-2008 | Lang Ping       |
| 2009-2012 | Hugh McCutcheon |
| 2013-2024 | Karch Kiraly    |
| 2025-     | Erik Sullivan   |

## Osiągnięcia
Igrzyska Olimpijskie:
- 1. miejsce – 2020
- 2. miejsce – 1984, 2008, 2012, 2024[4]
- 3. miejsce – 1992, 2016

Mistrzostwa Świata:
- 1. miejsce – 2014
- 2. miejsce – 1967, 2002
- 3. miejsce – 1982, 1990

Mistrzostwa Ameryki Północnej, Środkowej i Karaibów:
- 1. miejsce – 1981, 1983, 2001, 2003, 2005, 2011, 2013, 2015
- 2. miejsce – 1975, 1977, 1979, 1985, 1987, 1991, 1993, 1995, 1997, 1999, 2007, 2019, 2023[5]
- 3. miejsce – 1969, 1973, 1989

World Grand Prix:
- 1. miejsce – 1995, 2001, 2010, 2011, 2012, 2015
- 2. miejsce – 2016
- 3. miejsce – 2003, 2004

Liga Narodów:
- 1. miejsce – 2018, 2019, 2021

Puchar Świata:
- 2. miejsce – 2011, 2019
- 3. miejsce – 2003, 2007, 2015

Puchar Wielkich Mistrzyń:
- 2. miejsce – 2005, 2013
- 3. miejsce – 2017

Puchar Panamerykański:
- 1. miejsce – 2003, 2012, 2013, 2015, 2017, 2018, 2019
- 2. miejsce – 2004, 2014, 2024[6]
- 3. miejsce – 2010, 2011, 2016, 2021, 2023[7]

Igrzyska Panamerykańskie:
- 1. miejsce – 1967, 2015
- 2. miejsce – 1955, 1959, 1963, 1983, 1995
- 3. miejsce – 1987, 1999, 2003, 2007, 2011

## Udział i miejsca w imprezach

### Igrzyska Olimpijskie
| Rok  | Kraj           | Miejsce      |
| ---- | -------------- | ------------ |
| 1964 | Tokio          | 5. miejsce   |
| 1968 | Meksyk         | 8. miejsce   |
| 1972 | Monachium      | brak udziału |
| 1976 | Montreal       | brak udziału |
| 1980 | Moskwa         | brak udziału |
| 1984 | Los Angeles    | 2. miejsce   |
| 1988 | Seul           | 7. miejsce   |
| 1992 | Barcelona      | 6. miejsce   |
| 1996 | Atlanta        | 3. miejsce   |
| 2000 | Sydney         | 4. miejsce   |
| 2004 | Ateny          | 5. miejsce   |
| 2008 | Pekin          | 2. miejsce   |
| 2012 | Londyn         | 2. miejsce   |
| 2016 | Rio de Janeiro | 3. miejsce   |
| 2020 | Tokio          | 1. miejsce   |
| 2024 | Paryż          | 2. miejsce   |
| 2028 | Los Angeles    |              |

### Mistrzostwa Świata
| Rok  | Kraj             | Miejsce      |
| ---- | ---------------- | ------------ |
| 1952 | ZSRR             | brak udziału |
| 1956 | Francja          | 9. miejsce   |
| 1960 | Brazylia         | 6. miejsce   |
| 1962 | ZSRR             | brak udziału |
| 1967 | Japonia          | 2. miejsce   |
| 1970 | Bułgaria         | 11. miejsce  |
| 1974 | Meksyk           | 11. miejsce  |
| 1978 | ZSRR             | 5. miejsce   |
| 1982 | Peru             | 3. miejsce   |
| 1986 | Czechosłowacja   | 10. miejsce  |
| 1990 | Chiny            | 3. miejsce   |
| 1994 | Brazylia         | 6. miejsce   |
| 1998 | Japonia          | 16. miejsce  |
| 2002 | Niemcy           | 2. miejsce   |
| 2006 | Japonia          | 9. miejsce   |
| 2010 | Japonia          | 4. miejsce   |
| 2014 | Włochy           | 1. miejsce   |
| 2018 | Japonia          | 5. miejsce   |
| 2022 | Polska/ Holandia | 4. miejsce   |
| 2025 | Tajlandia        |              |

### Mistrzostwa Ameryki Północnej, Środkowej i Karaibów
| Rok  | Kraj              | Miejsce    |
| ---- | ----------------- | ---------- |
| 1969 | Meksyk            | 3. miejsce |
| 1971 | Kuba              | ?          |
| 1973 | Meksyk            | 3. miejsce |
| 1975 | Stany Zjednoczone | 2. miejsce |
| 1977 | Dominikana        | 2. miejsce |
| 1979 | Kuba              | 2. miejsce |
| 1981 | Meksyk            | 1. miejsce |
| 1983 | Stany Zjednoczone | 1. miejsce |
| 1985 | Dominikana        | 2. miejsce |
| 1987 | Kuba              | 2. miejsce |
| 1989 | Portoryko         | 3. miejsce |
| 1991 | Kanada            | 2. miejsce |
| 1993 | Stany Zjednoczone | 2. miejsce |
| 1995 | Dominikana        | 2. miejsce |
| 1997 | Portoryko         | 2. miejsce |
| 1999 | Meksyk            | 2. miejsce |
| 2001 | Dominikana        | 1. miejsce |
| 2003 | Dominikana        | 1. miejsce |
| 2005 | Trynidad i Tobago | 1. miejsce |
| 2007 | Kanada            | 2. miejsce |
| 2009 | Portoryko         | 4. miejsce |
| 2011 | Portoryko         | 1. miejsce |
| 2013 | Stany Zjednoczone | 1. miejsce |
| 2015 | Meksyk            | 1. miejsce |
| 2017 |                   |            |
| 2019 | Portoryko         | 2. miejsce |
| 2021 | Meksyk            | 4. miejsce |
| 2023 | Kanada            | 2. miejsce |

### Grand Prix
| Rok  | Miasto          | Miejsce      |
| ---- | --------------- | ------------ |
| 1993 | Hongkong        | 7. miejsce   |
| 1994 | Szanghaj        | 6. miejsce   |
| 1995 | Szanghaj        | 1. miejsce   |
| 1996 | Szanghaj        | 5. miejsce   |
| 1997 | Kobe            | 8. miejsce   |
| 1998 | Hongkong        | 8. miejsce   |
| 1999 | Yuxi            | brak udziału |
| 2000 | Manila          | 6. miejsce   |
| 2001 | Makau           | 1. miejsce   |
| 2002 | Hongkong        | 6. miejsce   |
| 2003 | Andria          | 3. miejsce   |
| 2004 | Reggio Calabria | 3. miejsce   |
| 2005 | Sendai          | 8. miejsce   |
| 2006 | Reggio Calabria | 7. miejsce   |
| 2007 | Ningbo          | 7. miejsce'  |
| 2008 | Yokohama        | 4. miejsce   |
| 2009 | Tokio           | 9. miejsce   |
| 2010 | Ningbo          | 1. miejsce   |
| 2011 | Makau           | 1. miejsce   |
| 2012 | Ningbo          | 1. miejsce   |
| 2013 | Sapporo         | 6. miejsce   |
| 2014 | Tokio           | 7. miejsce   |
| 2015 | Omaha           | 1. miejsce   |
| 2016 | Bangkok         | 2. miejsce   |
| 2017 | Nankin          | 6. miejsce   |

### Liga Narodów
| Rok  | Miasto    | Miejsce    |
| ---- | --------- | ---------- |
| 2018 | Nankin    | 1. miejsce |
| 2019 | Nankin    | 1. miejsce |
| 2021 | Rimini    | 1. miejsce |
| 2022 | Ankara    | 5. miejsce |
| 2023 | Arlington | 4. miejsce |
| 2024 | Bangkok   | 7. miejsce |
| 2025 | Łódź      | 8. miejsce |

### Puchar Świata
| Rok  | Kraj    | Miejsce      |
| ---- | ------- | ------------ |
| 1973 | Urugwaj | 6. miejsce   |
| 1977 | Japonia | 7. miejsce   |
| 1981 | Japonia | 4. miejsce   |
| 1985 | Japonia | brak udziału |
| 1989 | Japonia | brak udziału |
| 1991 | Japonia | 4. miejsce   |
| 1995 | Japonia | 7. miejsce   |
| 1999 | Japonia | 9. miejsce   |
| 2003 | Japonia | 3. miejsce   |
| 2007 | Japonia | 3. miejsce   |
| 2011 | Japonia | 2. miejsce   |
| 2015 | Japonia | 3. miejsce   |
| 2019 | Japonia | 2. miejsce   |

### Puchar Wielkich Mistrzyń
| Rok  | Kraj    | Miejsce      |
| ---- | ------- | ------------ |
| 1993 | Japonia | 4. miejsce   |
| 1997 | Japonia | brak udziału |
| 2001 | Japonia | 5. miejsce   |
| 2005 | Japonia | 2. miejsce   |
| 2009 | Japonia | brak udziału |
| 2013 | Japonia | 2. miejsce   |
| 2017 | Japonia | 3. miejsce   |

### Igrzyska panamerykańskie
| Rok  | Miasto         | Miejsce    |
| ---- | -------------- | ---------- |
| 1955 | Meksyk         | 2. miejsce |
| 1959 | Chicago        | 2. miejsce |
| 1963 | San Paolo      | 2. miejsce |
| 1967 | Winnipeg       | 1. miejsce |
| 1971 | Cali           | 6. miejsce |
| 1975 | Meksyk         | 6. miejsce |
| 1979 | San Juan       | 4. miejsce |
| 1983 | Caracas        | 2. miejsce |
| 1987 | Indianapolis   | 3. miejsce |
| 1991 | Hawana         | 5. miejsce |
| 1995 | Mar del Plata  | 2. miejsce |
| 1999 | Winnipeg       | 3. miejsce |
| 2003 | Santo Domingo  | 3. miejsce |
| 2007 | Rio de Janeiro | 3. miejsce |
| 2011 | Guadalajara    | 3. miejsce |
| 2015 | Toronto        | 1. miejsce |
| 2019 | Lima           | 7. miejsce |

### Volley Masters Montreux
| Rok  | Miasto   | Miejsce      |
| ---- | -------- | ------------ |
| 1988 | Montreux | ?            |
| 1989 | Montreux | ?            |
| 1990 | Montreux | ?            |
| 1991 | Montreux | 2. miejsce   |
| 1992 | Montreux | 5. miejsce   |
| 1993 | Montreux | 6. miejsce   |
| 1994 | Montreux | 4. miejsce   |
| 1995 | Montreux | 3. miejsce   |
| 1996 | Montreux | 3. miejsce   |
| 1998 | Montreux | 6. miejsce   |
| 1999 | Montreux | 7. miejsce   |
| 2000 | Montreux | 7. miejsce   |
| 2001 | Montreux | 5. miejsce   |
| 2002 | Montreux | 7. miejsce   |
| 2003 | Montreux | brak udziału |
| 2004 | Montreux | 2. miejsce   |
| 2005 | Montreux | 7. miejsce   |
| 2006 | Montreux | brak udziału |
| 2007 | Montreux | brak udziału |
| 2008 | Montreux | brak udziału |
| 2009 | Montreux | brak udziału |
| 2010 | Montreux | 2. miejsce   |
| 2011 | Montreux | 4. miejsce   |
| 2013 | Montreux | brak udziału |
| 2014 | Montreux | 2. miejsce   |
| 2015 | Montreux | brak udziału |
| 2016 | Montreux | brak udziału |
| 2017 | Montreux | brak udziału |
| 2018 | Montreux | brak udziału |
| 2019 | Montreux | brak udziału |